# اولین اشفورد

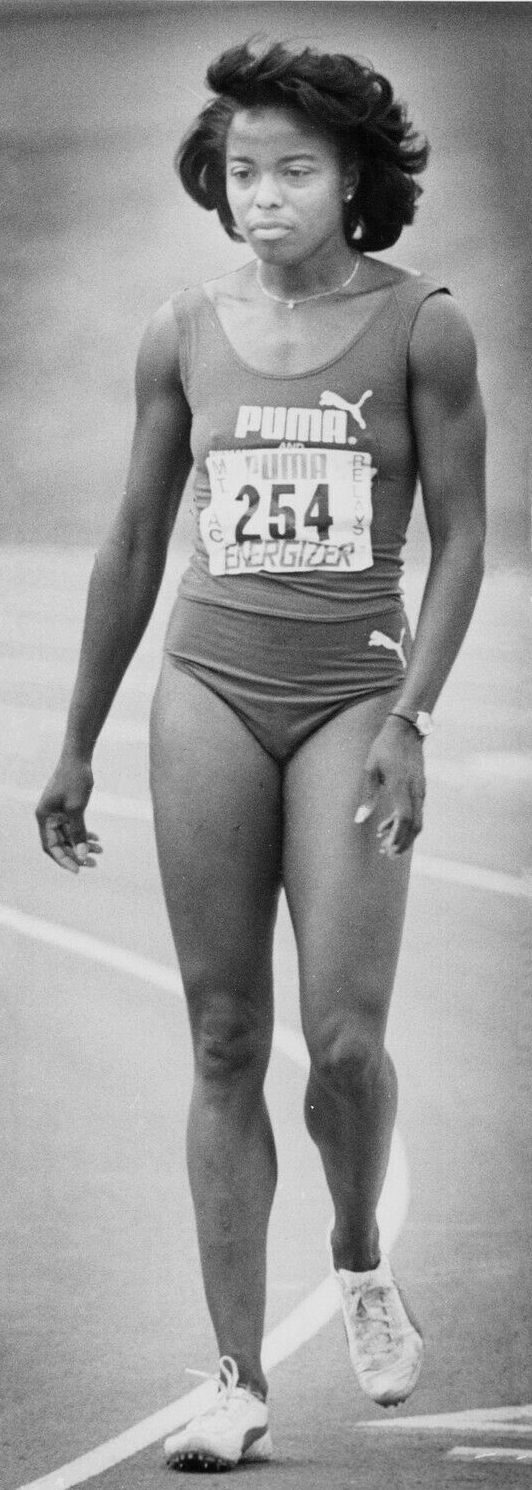
اولین اشفورد در سال ۱۹۸۴

اولین اشفورد (به انگلیسی: Evelyn Ashford) ورزشکار زن رشتهٔ دو و میدانی اهل ایالات متحده آمریکا است. وی در بین سال‌های ‎۱۹۸۴ تا ۱۹۹۲ میلادی در مسابقات بازی‌های المپیک تابستانی در مجموع ۵ مدال، شامل ۴ مدال طلا و ۱ نقره را کسب کرد.